# Elezioni parlamentari in Somalia del 1979
Le elezioni parlamentari in Somalia del 1979 si tennero il 30 dicembre. La consultazione avvenne in forma plebiscitaria: il corpo elettorale fu chiamato ad esprimersi in ordine all'approvazione di una lista formata da 171 candidati, rappresentanti del Partito Socialista Rivoluzionario Somalo.

## Risultati
| Elezione | Elezione        | Voti      | %     |
| -------- | --------------- | --------- | ----- |
|          | Sì              | 3.982.532 | 99,91 |
|          | No              | 1.826     | 0,09  |
| Totale   | Totale          | 3.984.358 | 100   |
|          | Voti non validi | 1.480     |       |
| Totale   | Totale          | 3.985.838 |       |